# سياران باور
سياران باور (بالإنجليزية: Ciarán Power)‏ هو دراج أيرلندي، ولد في 8 مايو 1976 في وترفورد في جمهورية أيرلندا.

## وصلات خارجية
- سياران باور على موقع الاتحاد الدولي للدراجات (الإنجليزية)
- سياران باور على موقع أرشيف الدراجات (الإنجليزية)
- سياران باور على موقع إحصائيات الدراجات الإحترافية (الإنجليزية)
- سياران باور على موقع نسبة الدراجات (الإنجليزية)
- سياران باور على موقع أوليمبيديا (الإنجليزية)